# Altkönig

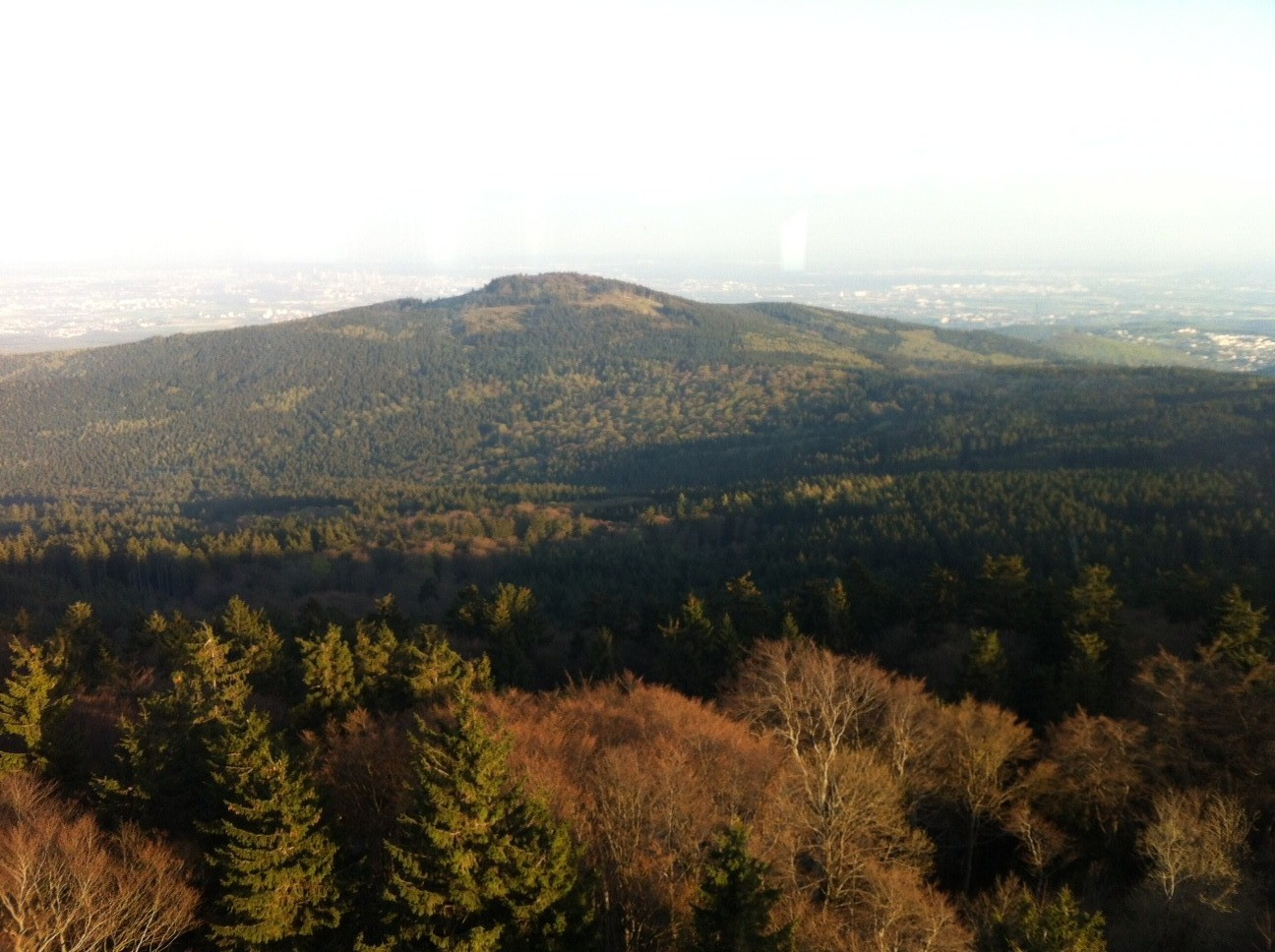
Blick vom Aussichtsturm Großer Feldberg zum Altkönig

Der Altkönig ist mit 798,2 m ü. NHN der dritthöchste Berg im Taunus. Mit Gipfellage im Stadtgebiet von Kronberg im Taunus befindet er sich nahe dem zu Königstein im Taunus gehörenden Stadtteil Falkenstein im hessischen Hochtaunuskreis.
Mit einer Dominanz von 2450 m und einer Prominenz von etwas mehr als 136 m über dem zum Kleinen Feldberg (825,2 m) überleitenden Sattel am Fuchstanz (662 m) zählt der Altkönig zu den bedeutendsten Taunusgipfeln. Zusammen mit dem Großen Feldberg (881,5 m) und dem Kleinen Feldberg bildet er den Höhenschwerpunkt des Hochtaunus (Feldberg-Taunuskamm), er liegt jedoch, anders als der Feldberg, nicht auf dem Taunushauptkamm, sondern ist südlich parallel diesem vorgelagert.
Auf dem Altkönig befinden sich der Ringwall Altkönig und auf Spornen die beiden Aussichtspunkte Lips- und Viktoriatempel, die Weiße Mauer und der Ringwall Hünerberg. In der Region sind die Altkönigschule in Kronberg, das dortige Altkönigstift und die Altkönighalle in Steinbach ebenso wie viele Straßen nach dem Berg benannt.

## Name
Urkundlich sind wechselnde Bezeichnungen des Berges überliefert. 1496 wird er als „ald kune“, 1511 als „alten kune“, 1586 als „altkünn“ und „alt kin“, 1780 als „Altkün“ und „Altküng“ bezeichnet. Helmut Bode führt den Namen auf das keltische „alkin“ (Höhe) zurück. Erasmus Alberus verwendete 1534 in seiner Dichtung die Bezeichnung Altköng und nannte ihn den Sitz des deutschen Königs. In Oberursel steht seit 2004 im ehemaligen Camp King die Skulptur Der Altkönig von Inga Dilcher-Hassenstein (* 1908 in Usingen), die das Motiv eines sagenhaften alten Königs künstlerisch aufgreift.

## Geographie

### Lage
Der Altkönig erhebt sich im Naturpark Taunus und gehört zum Stadtgebiet von Kronberg im Taunus. Sein Gipfel liegt etwa 2,3 km nördlich von Falkenstein, einem nordöstlichen Stadtteil von Königstein im Taunus, und 7 km westnordwestlich der Kernstadt von Oberursel. Auf dem Nordostsporn (634 m) des bewaldeten Berges liegt die Weiße Mauer, sein Südostsporn heißt Hünerberg (375 m), der Südsüdostsporn ist der Bürgel (446,4 m) und der Südsporn der Döngesberg (689 m).

### Naturräumliche Zuordnung
Der Altkönig gehört in der naturräumlichen Haupteinheitengruppe Taunus (Nr. 30) und in der Haupteinheit Hoher Taunus (301) zur Untereinheit Feldberg-Taunuskamm (301.3). Seine Landschaft fällt in Richtung Süden und Südosten in die Naturräume Königsteiner Taunusfuß (300.20) und Kronberger Taunusfuß (300.21) ab, die in der Haupteinheit Vortaunus (300) zur Untereinheit Altkönig Vorstufe (300.2) zählen.

### Fließgewässer
Nördlich vorbei am Altkönig fließt der Maßborn (Massborn) als einer von mehreren Quellbächen des auf dem unteren Teil seiner Nordflanke entspringenden und dann östlich vom Berg fließenden Urselbachs. Auf der Westflanke entspringt der Treisbornbach als Zufluss des nach Süden verlaufenden Reichenbachs.

## Schutzgebiete
Auf dem Altkönig liegt das Naturschutzgebiet Altkönig (CDDA-Nr. 81275; 1944 ausgewiesen; 2,0555 km² groß) und auf seiner Gipfelregion das Fauna-Flora-Habitat-Gebiet Altkönig (FFH-Nr. 5716-305; 75,11 ha).

## Ringwälle und Tempel

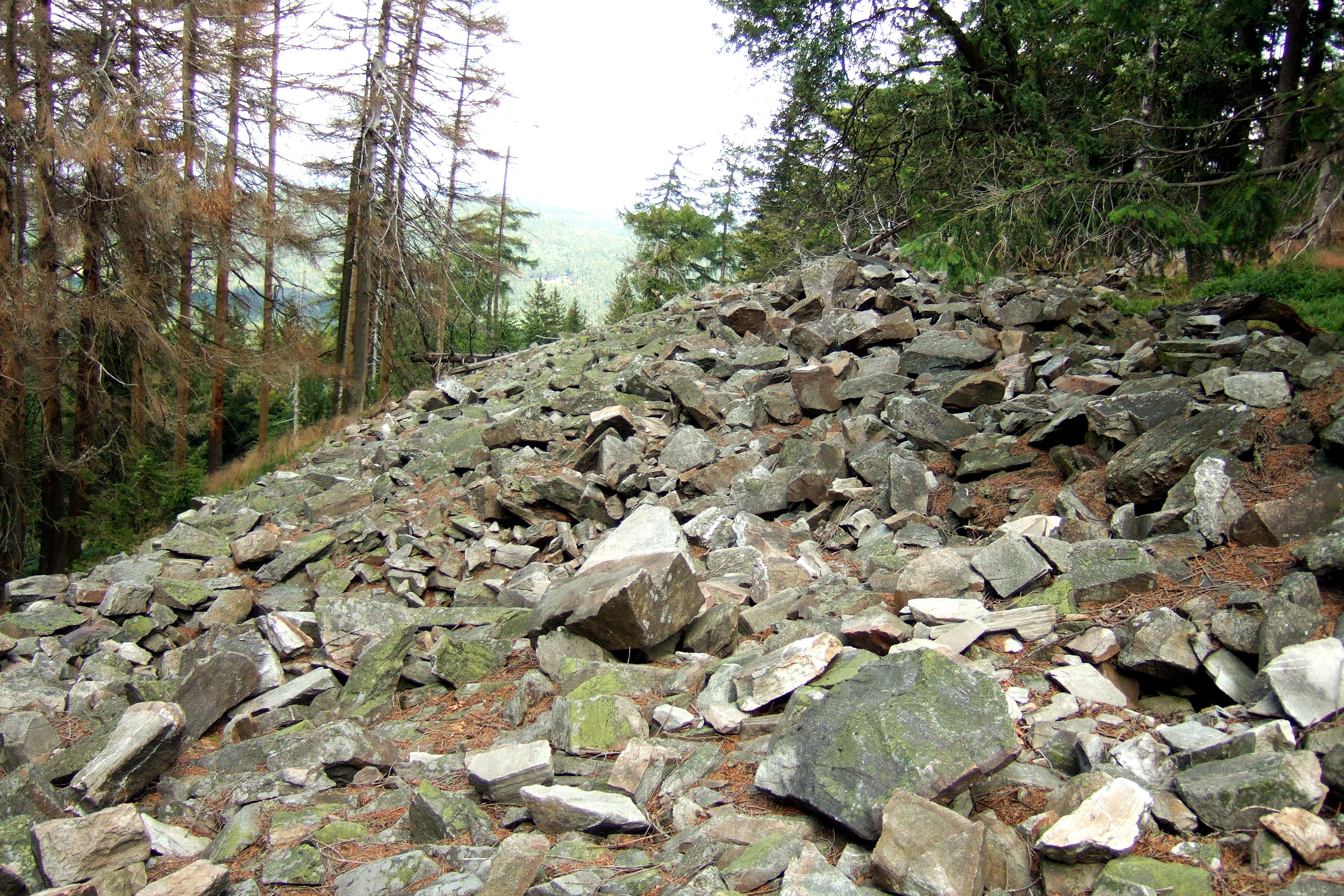
Ringwall Altkönig: innerer Wall

### Ringwall Altkönig
In der La-Tène-Zeit, etwa um 400 v. Chr., besiedelten Kelten den Altkönig. Aus der Zeit stammen die zwei Ring- und Annexwälle des auf dem Gipfelplateau befindlichen Ringwalls Altkönig. Sie sind ungefähr 980 m und 1390 m lang und noch heute gut erkennbar. Über Zeitpunkt und Gründe für die Aufgabe der Bergbesiedlung gibt es bisher keine gesicherten Erkenntnisse. Um das Jahr 1900 war das Gipfelplateau noch baumfrei, denn zeitgenössische Quellen berichten, dass man bei guter Sicht die weißen Ringwälle am Altkönig aus dem 18 km südöstlich gelegenen Frankfurt mit bloßem Auge sehen konnte.

### Ringwall Hünerberg
Zudem liegt auf dem Altkönigsporn Hünerberg der Ringwall Hünerberg, eine vermutlich frühmittelalterliche Anlage der Franken.

### Schutzhütten

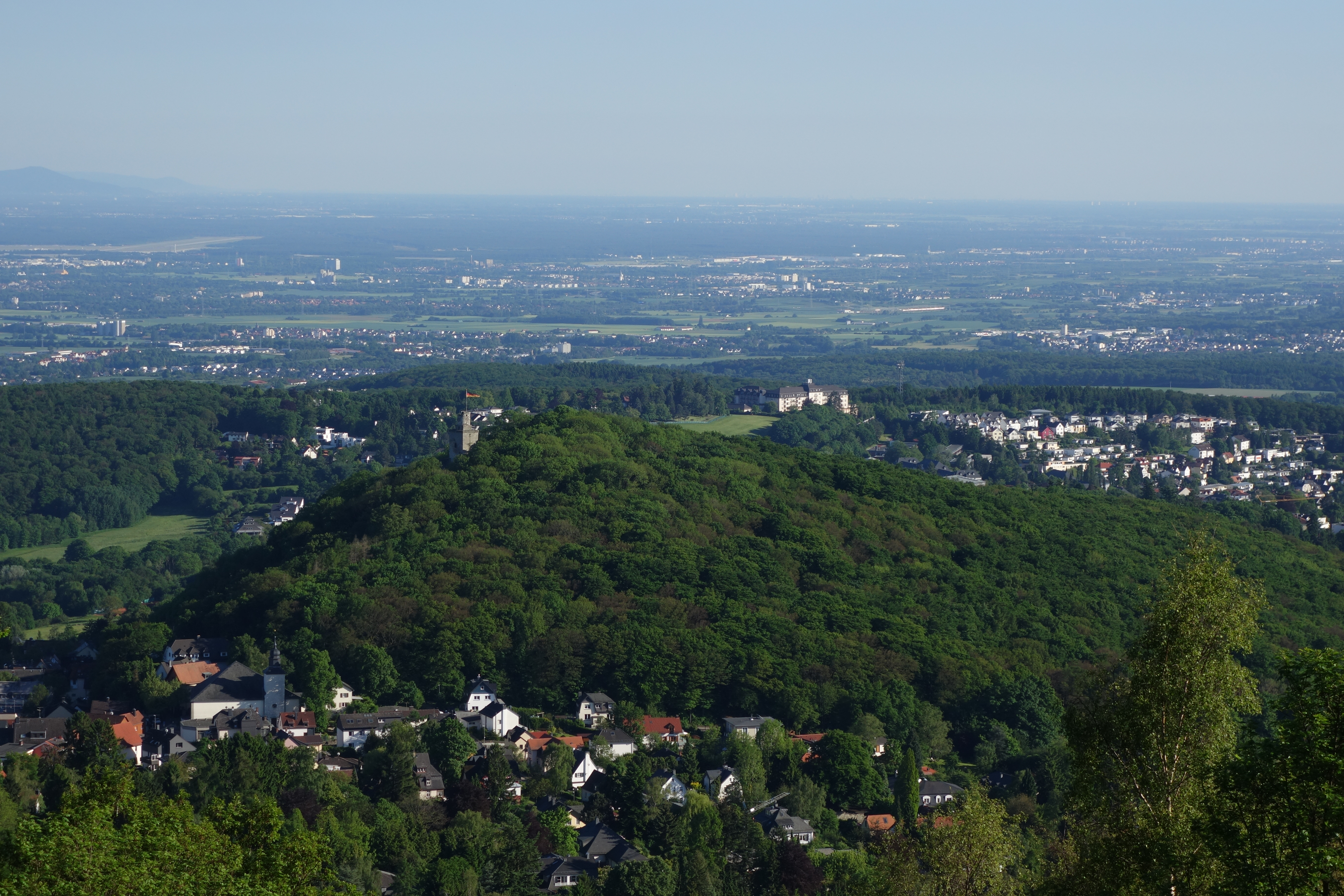
Blick vom Lips-Tempel auf Burghain und Burgruine Falkenstein. Hinten links am Horizont der Melibokus im Odenwald, davor die Startbahn West.

Auf dem Südwestsporn des Nebengipfels Döngesberg steht die offene Schutzhütte Lips-Tempel (606,2 m), von wo aus die Aussicht hinab reicht auf die Ortschaft Falkenstein und in die Oberrheinische Tiefebene, zur Burgruine Falkenstein und zum Odenwald mit dem Melibocus sowie zum Pfälzerwald und den Donnersberg. An sehr klaren Tagen ist auch der Schwarzwald im Süden zu erkennen. Auf dem Südhang des Bergsporns Bürgel steht der Aussichtspavillon Viktoriatempel mit Blick ebenfalls in die Oberrheinische Tiefebene und zum Odenwald.

## Gipfelplateau

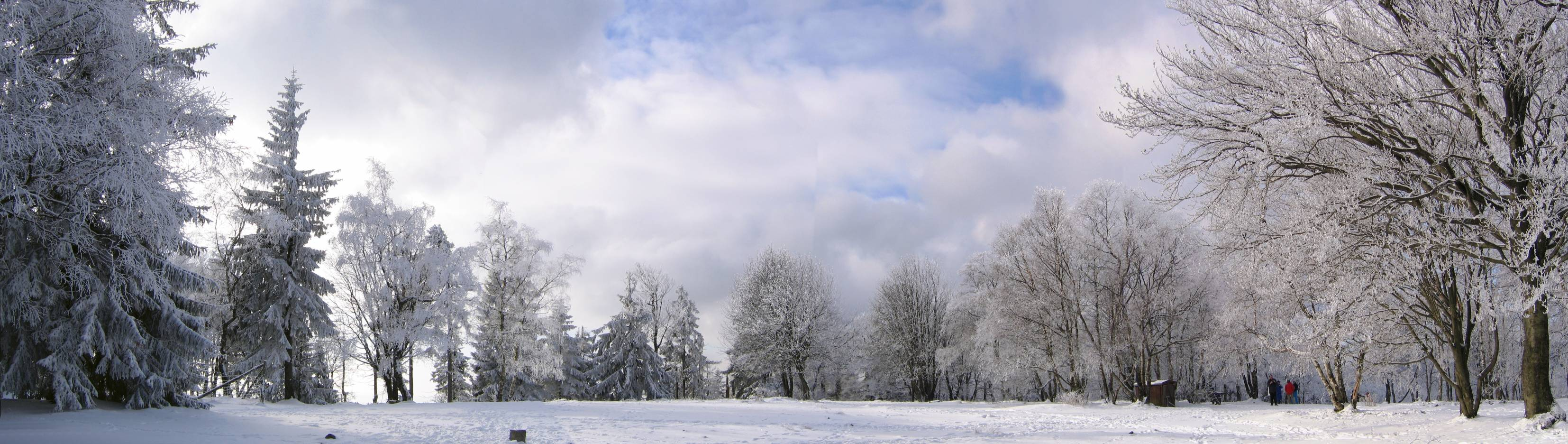
Altkönig: Gipfelplateau im Winter

Auf dem leicht bewaldeten Gipfelplateau des Altkönigs befindet sich ein trigonometrischer Punkt. Bei guten Sichtbedingungen fällt der Blick zwischen Bäumen hindurch unter anderem in die Oberrheinische Tiefebene und nach Frankfurt am Main. Ferner laden Tische mit Bänken zur Rast ein. Eine 2014 errichtete kleine Schutzhütte aus Holz wurde wegen fehlender bau- bzw. naturschutzrechtlicher Genehmigung 2015 abgebaut.
Am 12. Juni 2023 brach im Gipfelbereich des Altkönig einer der bislang größten Waldbrände im Hochtaunus aus.

## Flugunfall
Beim Unfall eines Flugzeugs am 22. Januar 1971 auf dem Altkönig kamen sechs Personen ums Leben, die zuvor eine Baustelle der Stadtbahn in Frankfurt besichtigt hatten. Das Kleinflugzeug zerschellte etwa 150 Höhenmeter unterhalb und rund 820 m südsüdöstlich des Berggipfels. An der Unfallstelle beim östlich des Sporns Döngesberg gelegenen 300-Meter-Weg steht ein Gedenkstein.

## Verkehr und Wandern
Auf den Altkönig führen keine Straßen. Daher wird er im Vergleich zum Großen Feldberg deutlich weniger frequentiert.
Aus allen Himmelsrichtungen verlaufen Wanderwege zum Gipfel, wobei die kürzeste Distanz zu einer größeren Straße, der nördlich verlaufenden Landesstraße 3004 (Schmitten–Sandplacken–Oberursel), etwa 1,5 km Luftlinie beträgt. Etwa gleich weit entfernt befinden sich im Süden Wohngebietsstraßen von Falkenstein.
Über den Berg führt der Europäische Fernwanderweg E1. Nordwestlich, in Richtung Kleiner Feldberg liegt unweit auf seiner Flanke der Gebirgspass Fuchstanz mit seinen beiden Ausflugslokalen.

## Galerie

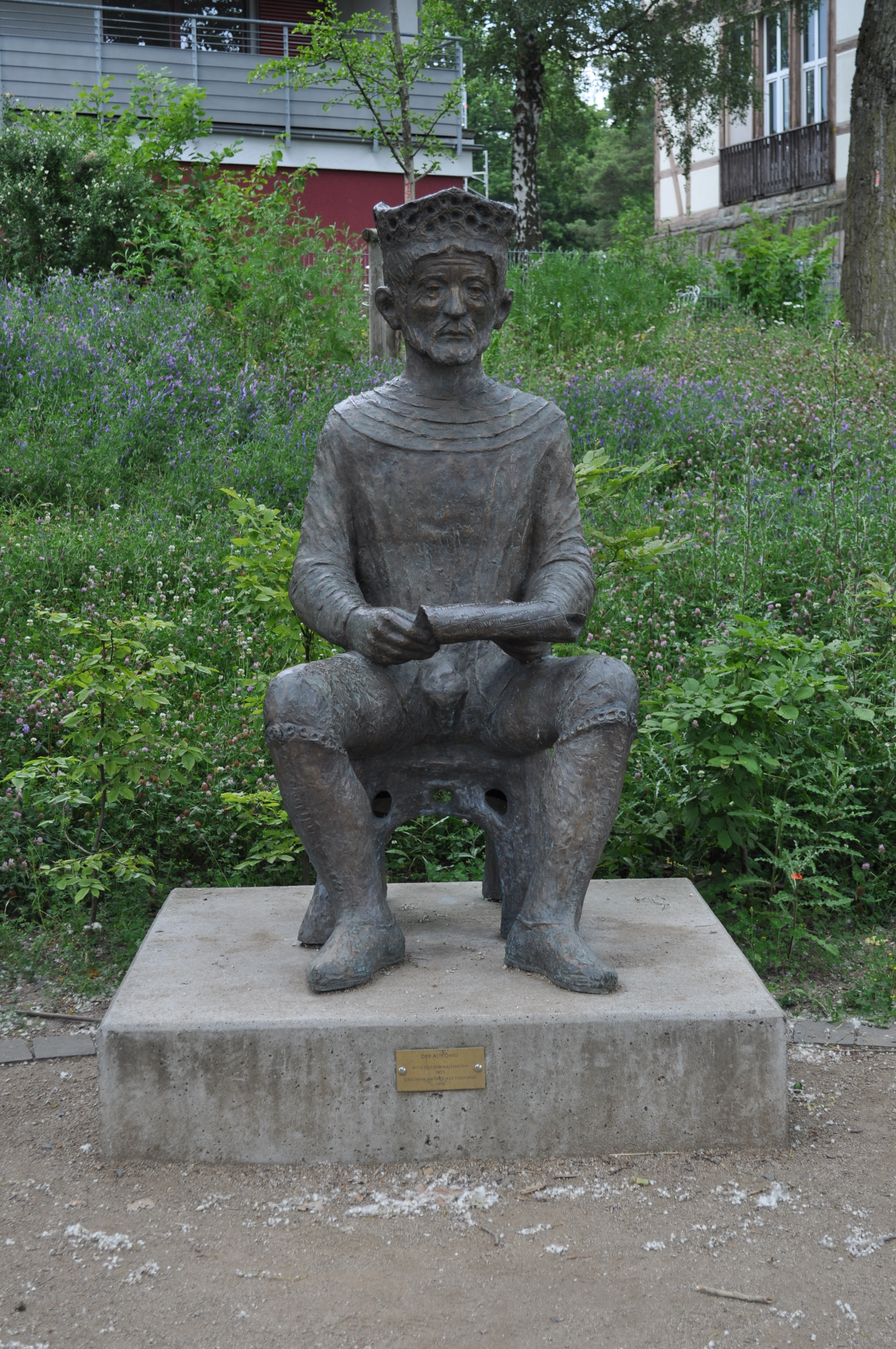
Skulptur Der Altkönig in Oberursel (⊙)
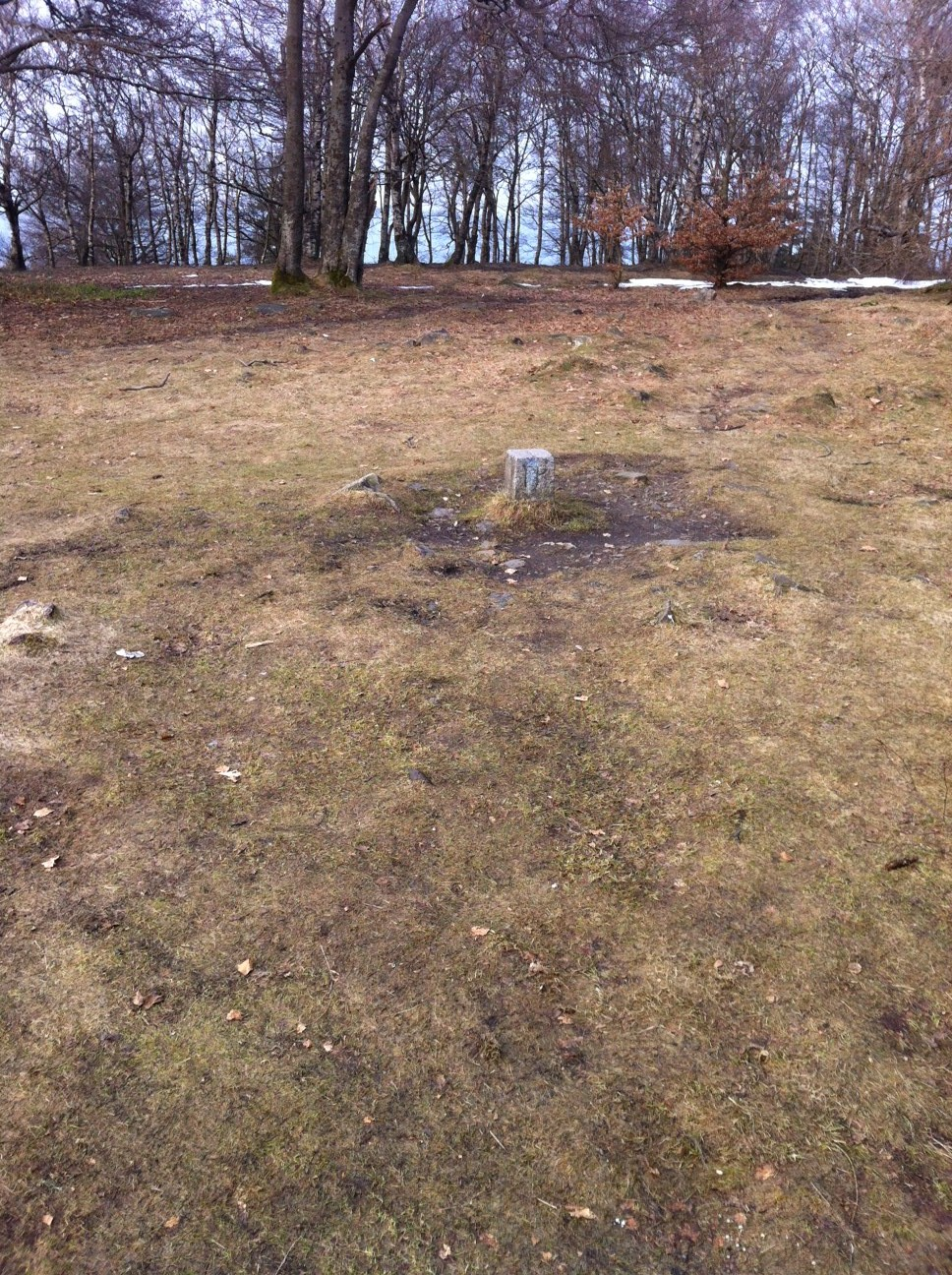
Trigonometrischer Punkt auf dem Gipfelplateau
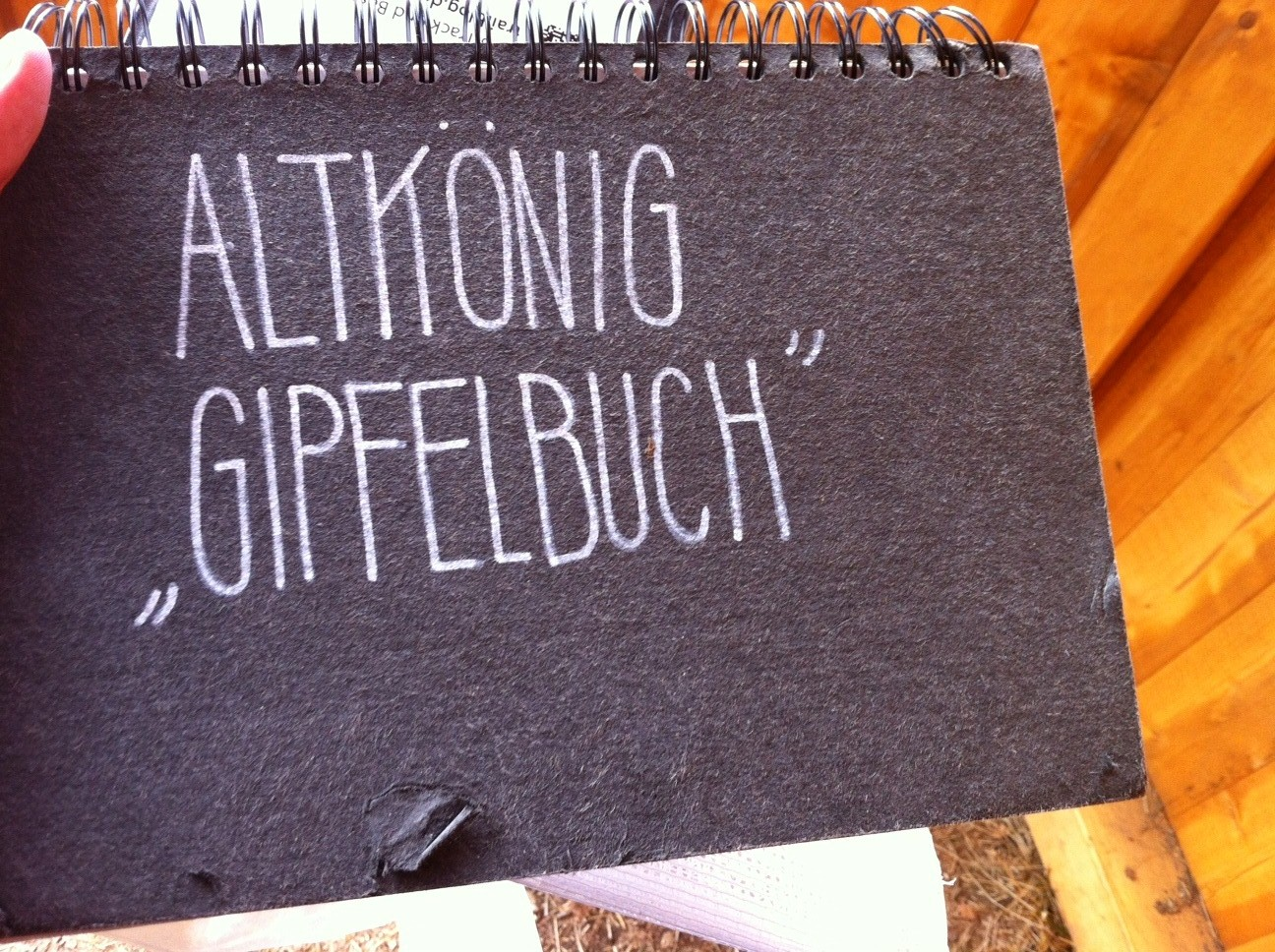
Altkönig: Gipfelbuch
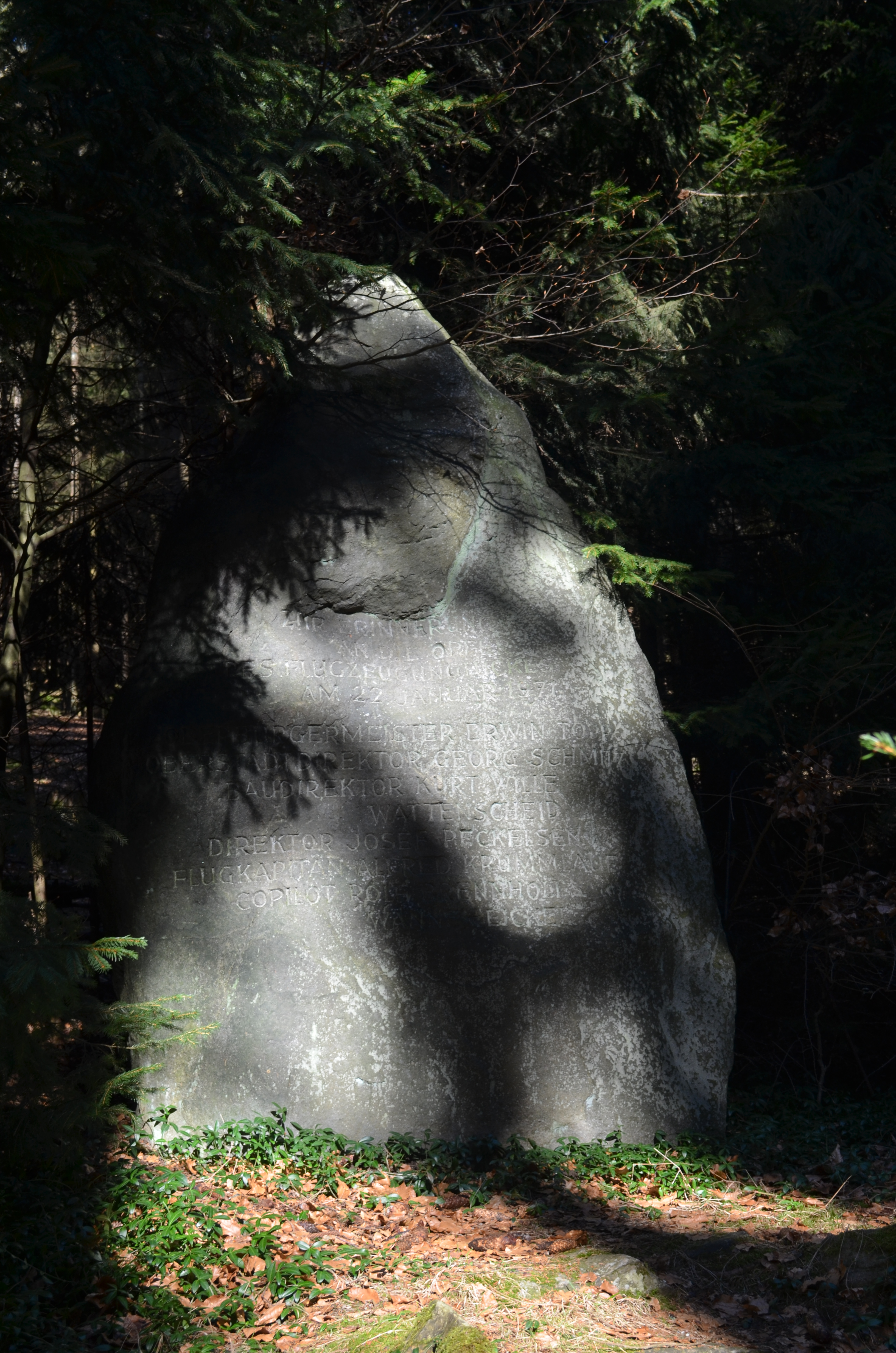
Gedenkstein bezüglich des Flugunfalls
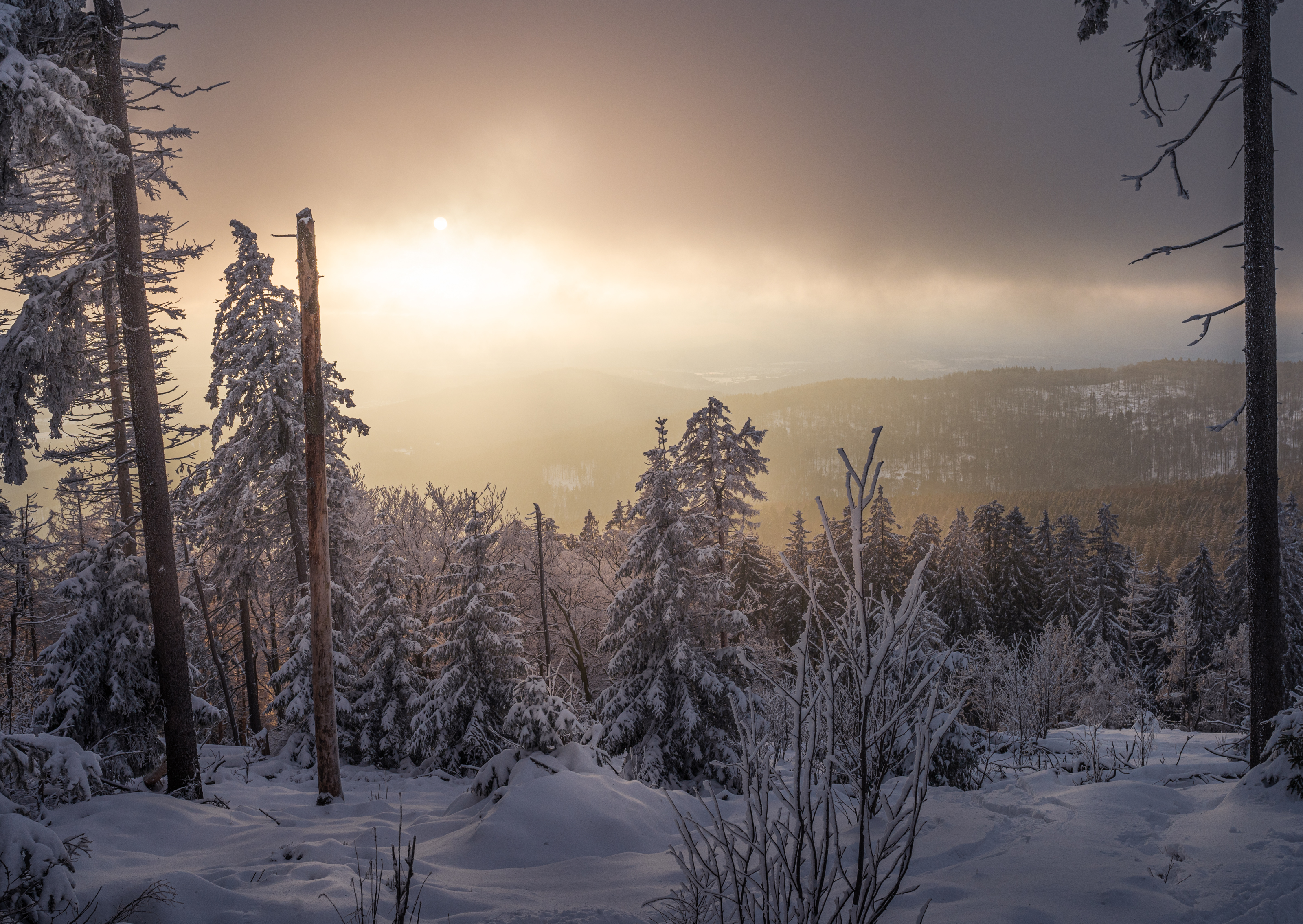
Sonnenuntergang vom Altköniggipfel
Waldbrand vom 12. Juni 2023 am Altköniggipfel